# Иваков, Фёдор Михайлович
Фёдор Миха́йлович Ивако́в (18 июня 1909, Красная Поляна, Царевококшайский уезд, Казанская губерния, Российская империя — 1 января 1988, Днепр, Украинская ССР, СССР) — советский военный деятель. В годы Великой Отечественной войны — младший политрук, заместитель начальника пограничной заставы 82-го пограничного отряда Управления пограничных войск НКВД Мурманского пограничного округа (1941—1944). Подполковник (1958). Кавалер ордена Ленина (1941).

## Биография
Родился 18 июня 1909 года в д. Красная Поляна ныне Советского района Марий Эл в крестьянской семье.
В ноябре 1931 года призван в РККА. Участник Великой Отечественной войны: в 1941—1944 годах — младший политрук, заместитель начальника пограничной заставы 82-го пограничного отряда Управления пограничных войск НКВД Мурманского пограничного округа, с 1944 года — в пограничной комендатуре. Участвовал в боях на Рестикентском направлении. Вышел в отставку в июне 1958 года в звании подполковника.
Награждён орденами Ленина, Красного Знамени, Красной Звезды и медалями, в том числе медалью «За боевые заслуги».
Скончался 1 января 1988 года в украинском Днепре.

## Боевые награды
- Орден Ленина (26.08.1941) — за образцовое выполнение боевых заданий Командования на фронте борьбы с германским фашизмом и проявленные при этом доблесть и мужество[6]
- Орден Красного Знамени[1]
- Орден Красной Звезды[1]
- Медаль «За боевые заслуги»[7]
- Медаль «За победу над Германией в Великой Отечественной войне 1941—1945 гг.»
- Медаль «За воинскую доблесть. В ознаменование 100-летия со дня рождения Владимира Ильича Ленина»